# Il Guarany

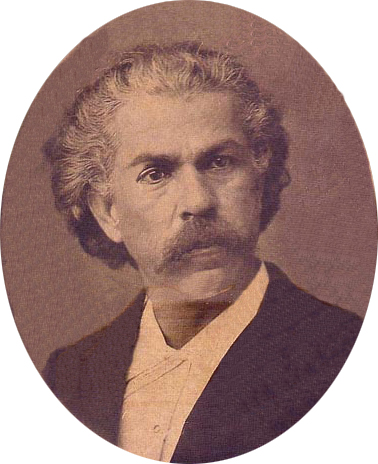
Antônio Carlos Gomes, Komponist von Il Guarany

Il Guarany ist eine Oper („opera-ballo“) in vier Akten von Antônio Carlos Gomes. Die literarische Vorlage bildete der Roman O Guarani des Schriftstellers José de Alencar. Das Libretto wurde von Antonio Scalvini und Carlo D’Ormeville in italienischer Sprache verfasst. Il Guarany wird als erste große brasilianische Oper angesehen und ist dem romantischen Genre des Indianismo zuzurechnen. Sie ist von nationaler Bedeutung und auch über die Grenzen Brasiliens hinaus bekannt.

## Handlung
“Questo dramma fu tratto dallo stupendo romanzo dello stesso titolo del celebre scrittore brasiliano Josè de Alencar. I nomi di Guarany e Aimorè, sono quelli di due fra le tante tribù indigene, che occupavano le varie parti del territorio brasiliano prima che i portoghesi vi approdassero per introdurvi la civilizzazione europea. Secondo l'autore del romanzo, Pery era il capo dei Guarany. Questa tribù aveva indole più docile delle altre, al contrario degli Aimorè, che furono sempre i più implacabili nemici dei Bianchi. Don Antonio de Mariz, personaggio storico e non ideale, fu uno dei primi che governarono il paese in nome del re di Portogallo e rimase vittima della barbarie degli indigeni.”

„Dieses Drama basiert auf dem gleichnamigen Roman des berühmten brasilianischen Schriftstellers José de Alencar. Die Namen der Guaraní und Aymoré sind diejenigen von zwei der vielen eingeborenen Stämme, welche die verschiedenen Teile des brasilianischen Territoriums bevölkerten, bevor die Portugiesen kamen, um die europäische Zivilisation einzuführen. Dem Autor des Romans zufolge war Pery der Häuptling der Guaraní. Dieser Stamm war friedfertiger als andere, im Gegensatz zu den Aymoré, die immer die unversöhnlichsten Gegner der Weißen waren. Don Antonio de Mariz, eine nicht ideale historische Gestalt, war einer der ersten, die im Land im Namen des Königs von Portugal herrschten und wurde zum Opfer der Barbarei der Eingeborenen.“

### Erster Akt
Nach einem Jagdausflug treffen sich der Portugiese Don Alvaro und die drei spanischen Abenteurer Gonzales, Ruy-Bento und Alonso auf dem Anwesen des portugiesischen Hidalgo Don Antonio de Mariz. Sowohl Don Alvaro als auch Gonzales sind in dessen Tochter Cecilia verliebt. Don Antonio begrüßt sie zunächst freundlich, teilt ihnen dann aber mit, dass einer seiner Leute versehentlich einen Aymoré-Indianer getötet habe und alle Versuche, den Stamm zu besänftigen, fehlgeschlagen seien. Erst kürzlich sei Cecilia von ihnen angegriffen, aber glücklicherweise von dem Guaraní Pery gerettet worden. Don Antonio hofft auf dessen Hilfe bei der Abwehr der Aymoré, die Pery ihm auch zusagt. Er weiß allerdings noch nicht, dass sich Pery und Cecilia ineinander verliebt haben. Stattdessen akzeptiert er die Brautwerbung Don Alvaros. Als Cecilia sich weigert, befiehlt er ihr, zu gehorchen. Während sich die Soldaten vor dem Kampf zu einer Beratung zurückziehen und die Madonna anrufen, gestehen sich Cecilia und Pery ihre Liebe.

### Zweiter Akt
Pery hat sich in eine Grotte im Dschungel zurückgezogen, um nachzudenken. Da erscheinen Gonzales und seine Freunde. Unbemerkt belauscht Pery ihr Gespräch: Die Abenteurer wollen sich der Silbermine Antonios bemächtigen und Cecilia entführen. Pery verlässt sein Versteck und tritt ihnen entgegen. Während die anderen Verschworenen fliehen, kommt es zu einem Zweikampf zwischen Pery und Gonzales, den Pery gewinnt. Pery lässt Gonzales schwören, das Land zu verlassen und schenkt ihm großmütig das Leben.
Gonzales trifft im Lager der Spanier mit seinen Kumpanen Alonso und Ruy-Bento zusammen und stimmt die Canzone „Del Aventuriere“ an. Er denkt nicht daran, seinen Schwur zu erfüllen. Nachdem er die anderen mit der Aussicht die Beute zur Gefolgschaft eingeschworen hat, beschließen sie erneut die Entführung Cecilias.
Cecilia befindet sich alleine auf dem Balkon des Gutes und denkt an ihre Liebe zu Pery. Gonzales taucht überraschend auf, um sie zu entführen. Pery hört ihren Hilferuf. Er kann rechtzeitig eingreifen und verwundet Gonzales. Anschließend erzählt er dem Hidalgo von der belauschten Verschwörung, die Gonzales jedoch leugnet. In diesem Moment greifen die Aymoré-Indianer an und stürmen das Anwesen. Don Antonios Leute nahen zur Verteidigung, aber Cecilia wird von den Indianern gefangen genommen.

### Dritter Akt
Im Lager der kannibalischen Aymoré will der Kazike Cecilia zur Frau nehmen. Pery greift ein, um sie zu befreien. Er wird jedoch überwältigt und zum Tode verurteilt, um von den Stammesältesten verspeist zu werden. Vor der Hinrichtung rufen die Indianer mit kultischem Gesang und Tanz (Ballett-Einlage) ihre Götter an. Inzwischen gestehen sich Pery und Cecilia erneut ihre Liebe. Gerade noch rechtzeitig kommen Don Antonio und seine Leute und können die Gefangenen befreien. Cecilias Verehrer Don Alvaro kommt während des Kampfes ums Leben.

### Vierter Akt
Die schurkischen Söldner sind entkommen und beschließen, sich mit den Aymoré zu verbünden, um Don Antonio zu vernichten. Gonzales will sich vor allem auch an Pery rächen. Es gelingt ihnen, das Schloss zu umstellen. Pery kennt jedoch einen geheimen Ausgang, durch den er Cecilia retten möchte. Da Don Antonio sie nicht einem Heiden anvertrauen möchte, lässt Pery sich von ihm taufen. Während dem Paar die Flucht gelingt, entzündet Don Antonio die Pulverfässer im Kellergewölbe und sprengt sich mitsamt den Angreifern in die Luft.

## Gestaltung
Gomes hatte zeitlebens eine Vorliebe für indianische Themen. Einer der Gründe dürfte gewesen sein, dass einer seiner spanischen Vorfahren ein Indianermädchen vom Stamm der Guarani geheiratet hatte. Auch seine 1888 geschriebene Oper Lo schiavo behandelt einen Konflikt zwischen Portugiesen und Indianern. Obwohl der Text von Il Guarani als typisches Beispiel für das Genre des Indianismo gilt, verzichtet Gomes in der Musik vollständig auf indianische Themen. Auch die Indianer singen hier im italienischen Stil. In der Melodieführung erinnert das Werk an den frühen bis mittleren Verdi. Zu den Stilelementen der italienischen Belcanto-Oper kommen Merkmale der französischen Grand opéra, was sich besonders in der ausgefeilten Instrumentation und im Ballett des dritten Aktes bemerkbar macht. Die finale Katastrophe hat eine Parallele in Giacomo Meyerbeers Le prophète.
In seinem Werk setzt sich Gomes mit der Geschichte Brasiliens im 19. Jahrhundert auseinander: Der „Kapitalist“ Don Antonio besitzt Silberminen und sucht einen reichen Bräutigam für seine Tochter. Hinzu kommen weiße kriminelle Abenteurer, die sich auf Kosten der Indianer bereichern wollen. Die abschließende Heirat des Indianers Pery und der Unternehmertochter Cecilia wirkt da wie eine Utopie.

## Aufführungsgeschichte
Der brasilianische Komponist Carlos Gomes war 1864 nach Mailand gegangen, um dort seine Studien abzuschließen. Il Guarany ist seine erste in Europa geschriebene Oper. Die Uraufführung fand am 19. März 1870 unter der Leitung von Eugenio Terziani in der Mailänder Scala statt. Sie hatte einen überwältigenden Erfolg und wurde 1870 zwölf Mal und im folgenden Jahr weitere fünfzehn Mal aufgeführt. In Brasilien wurde das Werk bereits am 2. Dezember 1870 im Teatro Lyrico Fluminense anlässlich des 45. Geburtstages des Kaisers Pedro II. unter dem Titel O Guarani aufgeführt. Die Inszenierung dieser Aufführung stammte vom Komponisten selbst. Die deutsche Erstaufführung erfolgte erst 1994 in Bonn mit einer Inszenierung von Werner Herzog.
Bei der Uraufführung in Mailand 1870 sangen:
| Rolle                | Stimmlage | Sänger               |
| -------------------- | --------- | -------------------- |
| Don Antonio de Mariz | Bass      | Teodoro Coloni       |
| Cecilia              | Sopran    | Marie Constance Sass |
| Pery                 | Tenor     | Giuseppe Villani     |
| Don Alvaro           | Tenor     | Giuseppe Masato      |
| Gonzales             | Bariton   | Enrico Storti        |
| Ruy-Bento            | Tenor     | Annibale Micheloni   |
| Alonso               | Bass      | Severino Mazza       |
| Il cacico            | Bass      | Victor Maurel        |
| Pedro                | Bass      | Severino Mazza       |

Das Duett Sento una forza indomita für Tenor und Sopran gehörte u. a. 1908 zum Repertoire von Francesco Marconi und Bice Mililotti. Enrico Caruso und Emmy Destinn sangen es 1914.
Auch in neuerer Zeit wurde das Werk mehrere Male aufgeführt und eingespielt:
- 1958: Studio-Aufnahme (CD) mit Orchester und Chor des Theatro Municipal de São Paulo unter Armando Belardi. Die Sänger waren: Jose Perrotta (Don Antonio), Niza de Castro Tank (Cecilia), Manrico Patassini (Pery), Paschoal Raymundo (Don Alvaro), Paulo Fortes (Gonzales), Roque Lotti (Ruy-Bento), Waldomiro Furlan (Alonso), Juan Carlos Ortiz (Il cacico).[6]
- 1964: Aufführung in Rio de Janeiro mit Orchester und Chor des Theatro Municipal do Rio de Janeiro unter Francesco Molinari-Pradelli. Es wirkten mit: Gianna d’ Angelo (Cecilia), João Gibin (Pery), Piero Cappuccilli (Gonzales), Nicola Zaccaria (Il cacico).[6]
- 1980: Live-Mitschnitt (Schallplatten) aus Rio de Janeiro mit Orchester und Chor des Theatro Municipal de São Paulo unter Mario Tavares. Es wirkten mit: Amin Feres (Don Antonio), Aurea Gomes (Cecilia), Benito Maresca (Pery), Marcus Lonzada (Don Alvaro), Paulo Fortes (Gonzales), Wilson Carrara (Il cacico).[6]
- 1994: Live-Mitschnitt aus Bonn (gekürzte Fassung, CD und DVD) mit dem Beethoven Orchester Bonn und dem Chor des Theaters der Stadt Bonn unter John Neschling. Die Sänger waren: Hao Jiang Tian (Don Antonio), Verónica Villaroel (Cecilia), Plácido Domingo (Pery), Marcus Haddock (Don Alvaro), Carlos Alvarez (Gonzales), Graham Sanders (Ruy-Bento), John-Paul Bogart (Alonso), Boris Martinovitch (Il Cacico), Pieris Zarmas (Pedro).[6]